# Makasszári koboldmaki

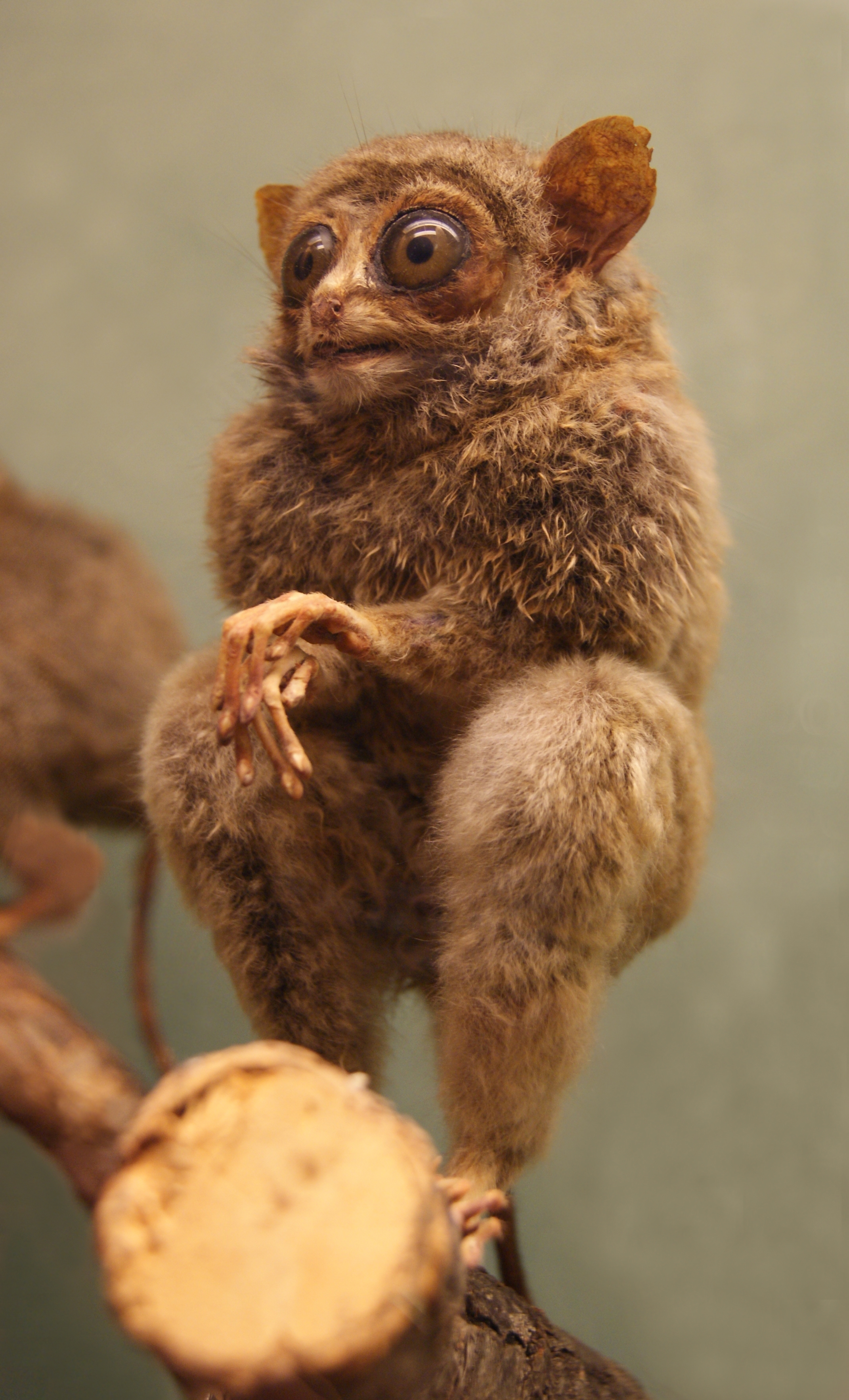
Kitömött hím példány a Göteborgi Természettudományi Múzeumban

A makasszári koboldmaki vagy makassar-koboldmaki (Tarsius fuscus) az emlősök (Mammalia) osztályába, a főemlősök (Primates) rendjébe, a koboldmakifélék (Tarsiidae) családjába és a Tarsius nembe tartozó állatfaj.
A makasszári koboldmakit legelőször Johann Fischer von Waldheim írta le 1804-ben, a fajt később véletlenül kétszer is átnevezték, először Étienne Geoffroy Saint-Hilaire 1812-ben T. fuscomanus, 1846-ban pedig Hermann Burmeister T. fischeri néven.

## Elterjedése
Elterjedési területe Indonéziában, Celebesz szigetének délnyugati félszigetén, Makassar közelében található. Dél-Celebesz egyik endemikus főemlőse. Az indonéz Bantimurung-Bulusaraung Nemzeti Parkban megtalálható. Eredetileg azt állították, hogy a faj Madagaszkárból származik, viszont ezt Colin Groves és Myron Shekelle 2010-ben Makassar területére korlátozta. Trópusi esőerdőkben, bozótosokban, a mangrovepartok és a mangroveerdők tisztásain, illetve a hegyvidéki erdőkben él. Élőhelyének területe elérheti a 20-30 négyzetmétert.

## Megjelenése
Általában vörösesbarna bundával rendelkezik, a farok végén lévő szőrzet fekete színű. A farok a testhossz 143-166%-át teszi ki. Rövidebb koponyája és rövidebb fogsora van, mint a legtöbb más koboldmaki fajnak. Illetve rövidebb hátsó lábai is vannak, mint a többi koboldmakinak.

## Életmódja
Éjszakai állat, ezért a legtöbb éjjeli tevékenysége élelemkereséssel telik. Valószínűleg rovarokkal és kisebb gerincesekkel táplálkozik. A vemhességi idő nagyjából megegyezik a többi ismert koboldmakiéval.

## Természetvédelem
A fajt a Természetvédelmi Világszövetség (IUCN) vörös listája sebezhető kategóriába sorolta. Ezt a tanulmányt a Bantimurung-Bulusaraung Nemzeti Parkban végezték 2011 májusa és júliusa között.  Eltekintve attól, hogy ez az állat nagyon ritkán és nehezen megtalálható, még nincsenek ex situ védelmi erőfeszítések a faj érdekében. Az Indonéz Köztársaság Környezetvédelmi és Erdészeti Minisztériumának 25 kiemelt állatlistáján szerepel.